# 下田百石インターチェンジ
下田百石インターチェンジ（しもだももいしインターチェンジ）は、青森県上北郡おいらせ町にある百石道路・第二みちのく有料道路のインターチェンジである。
開通当初、百石道路・第二みちのく有料道路の料金はそれぞれ両端の料金所（八戸北IC・下田TB）で徴収を行っていたため、当インターチェンジには料金所が無かった。その後、八戸自動車道の延伸による百石道路との接続に伴い、料金所が設置された。

## 道路

### 本線
- E4A 百石道路（8番）
- E4A 第二みちのく有料道路

### 接続する道路
- 直接接続
  - 国道45号
  - 青森県道8号八戸野辺地線（国道45号と重複）
- 間接接続
  - 国道338号（国道45号経由）
  - 青森県道283号百石下田線（国道45号経由）

## 料金所
- ブース数：4

### 入口
- ブース数：2
  - ETC専用：1
  - 一般：1

### 出口
- ブース数：2
  - ETC専用：1
  - 一般：1

## 沿革
- 1992年（平成4年）3月30日 : 第二みちのく有料道路一部開通により、供用開始。当初はIC番号は未付番。
- 1995年（平成7年）3月28日 : 百石道路・八戸北IC - 下田百石IC間 開通。
- 2002年（平成14年）: 八戸JCT - 八戸北IC開通により百石道路と八戸道が接続。当インターに八戸道からの通しでIC番号「8」が付番。

## 隣
E4A 百石道路
(7) 八戸北IC - (8) 下田百石IC
E4A 第二みちのく有料道路
(8) 下田百石IC - 下田本線料金所 - 三沢十和田下田IC

## 周辺
- イオンモール下田
- 下田温泉
- 青森県立百石高等学校
- おいらせ町役場分庁舎（旧：百石町役場）
- 百石郵便局
- 国民健康保険おいらせ病院
- おいらせ町立木内々小学校
- おおぞら保育園
- いちょう公園（自由の女神像）

## 形状
ランプウェイはトランペット型。付近には追越車線が設置されている。